# Krążek rozmycia

Ilustracja przedstawia krążki rozproszenia.
U góry krążek powstały w wyniku przesunięcia obrazu za ogniskową i na dole w wyniku przesunięcia obrazu przed ogniskową. Środkowy rysunek przedstawia obraz dokładnie na materiale światłoczułym.

Krążek rozmycia, krążek rozproszenia – parametr stosowany w fotografii do określania względnej dopuszczalnej ostrości obrazu.
Jeśli dla przedmiotu wielkości punktu otrzymany na elemencie światłoczułym obraz również jest wielkości punktu, to jest on idealnie ostry. Jeśli obraz punktu znajdzie się przed lub poza ogniskową obrazu, wówczas w miejscu ogniskowej utworzy on krążek rozmycia („rozmyty” obraz punktu).
Wielkość dopuszczalnego krążka rozmycia jest wielkością względną zależną od stopnia powiększenia obrazu i od subiektywnej oceny obserwatora. Najczęściej przyjmuje się, że jest to największy możliwy krążek na elemencie światłoczułym, który na odbitce powiększonej do rozmiarów 20×30 cm i oglądanej z odległości około jednego metra, wydaje się punktem.
Różne firmy produkujące sprzęt fotograficzny lub materiały światłoczułe podają różne definicje maksymalnej wielkości krążka rozmycia. Najczęściej stosuje się regułę D/1500 lub D/1730, gdzie D to długość przekątnej elementu światłoczułego (np. matrycy światłoczułej). Canon dla swoich lustrzanek FF podaje wartość 0,030 mm, dla formatu APS-H – 0,023 mm, a dla formatu APS-C – 0,019 mm, Nikon dla modelu D70 – 0,020 mm. Norma TGL 8011 dopuszczała dla negatywów 24×36 nawet 0,050 mm.